# John Gregory
John Charles Gregory (Scunthorpe, 11 maggio 1954) è un allenatore di calcio ed ex calciatore inglese, di ruolo centrocampista. Allenatore del Malappuram.

## Palmarès

### Giocatore

#### Club

##### Competizioni nazionali
- Second Division: 2

QPR: 1982-1983
Derby County: 1986-1987

### Allenatore

#### Competizioni nazionali
- Indian Super League: 1

Chennaiyin: 2017